# Mirzə Fətəli Axundov

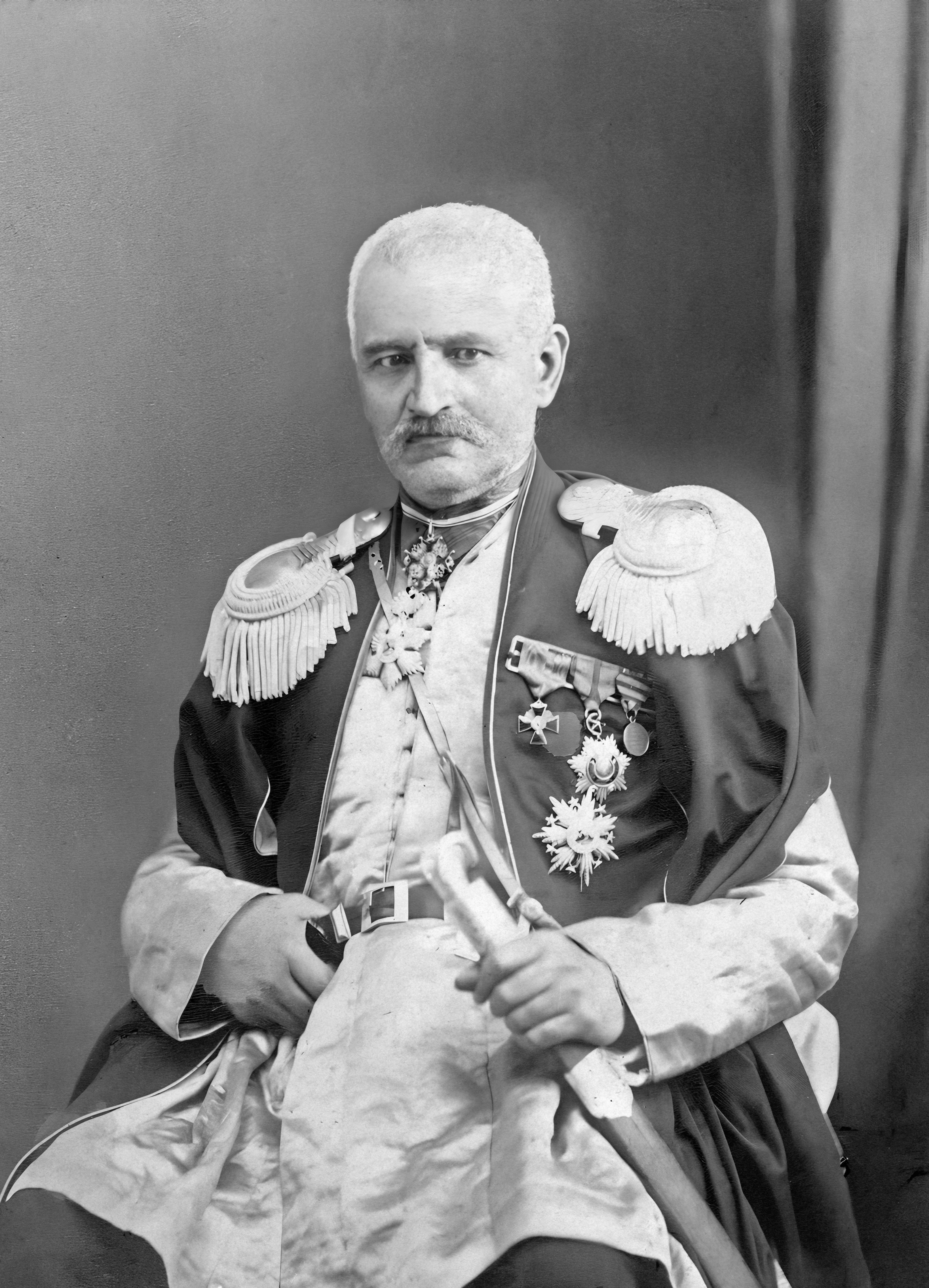
Mirzə Fətəli Axundov

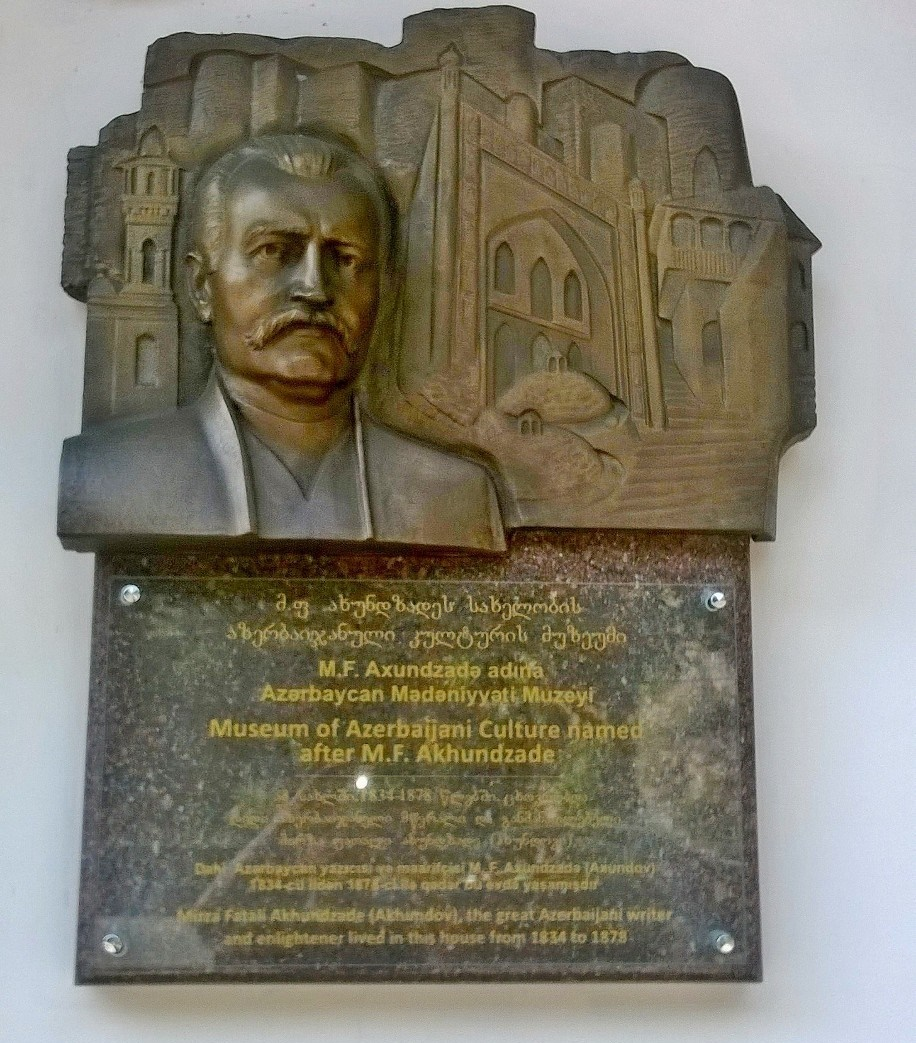
Tablica pamiątkowa na domu pisarza w Tbilisi, informująca, że mieszkał z nim w latach 1834–1878

Mirzə Fətəli Məhəmmədtağı oğlu Axundov (Axundzadə) (ros. Мирза Фатали Ахундов, Mirza Fatali Achundow; ur. 1812 w Şəki, zm. 1878 w Tbilisi) – azerski filozof i pisarz, twórca projektu alfabetu dla języka azerskiego, ojciec narodowego teatru azerbejdżańskiego.
Pisał realistyczne nowele oraz komedie satyryczne, w których piętnował fanatyzm religijny, despotyzm i zacofanie. Był on również autorem pism filozoficznych. Axundov napisał pierwsze azerskie komedie, był także pierwszym dramaturgiem w historii Azerbejdżanu. Jest uznawany za twórcę azerbejdżańskiego teatru. Zajmował się także krytyką literacką.
Większą część życia spędził w Tbilisi. W domu, w którym mieszkał, funkcjonuje obecnie Muzeum Kultury Azerskiej. W muzeum znajduje się m.in. zrekonstruowany salon i gabinet pisarza.